# اووه براخت
اووه براخت (انگلیسی: Uwe Bracht; ۱۰ ژوئیهٔ ۱۹۵۳ – ۱۱ نوامبر ۲۰۱۶) بازیکن فوتبال اهل آلمان بود.
از باشگاه‌هایی که در آن بازی کرده‌است می‌توان به باشگاه ورزشی وردر برمن اشاره کرد.